# Kirowez K-710
Der Kirowez K-710 (russisch Кировец К-710) ist ein schwerer sowjetischer Traktor. Der Prototyp mit Knicklenkung und Allradantrieb wurde im Stil des Kirowez K-701 vom Kirowwerk in geringer Stückzahl gebaut.

## Fahrzeuggeschichte
Anlässlich des 200.000. Traktors der Firmengeschichte, der 1980 das Kirowwerk verließ, wurde der Prototyp eines leistungsgesteigerten und optisch überarbeiteten Traktors vorgestellt. Der Kirowez K-710, auch „Iljitsch“ genannt, entsprach designmäßig den später in Serie gebauten Modellen K-701M und Kirowez K-702. Die Traktoren wurden rot mit weißer Kabine lackiert und hatten eine leistungsstärkere Version des JaMZ-240-Zwölfzylinder-Dieselmotors verbaut, wie sie ähnlich auch im K-701 zur Anwendung kam. Auf dem Kühlergrill stand groß „K-710“, seitlich an der Motorhaube „500 PS“. Die Auspuffanlage wurde anders ausgeführt, nicht mehr ein Endrohr verlief mittig durch die Motorhaube, sondern zwei Stück an den Seiten vorbei.
Wie viele Fahrzeuge exakt gebaut wurden, ist nicht klar. Die Existenz von mindestens drei Fahrzeugen ist belegt, da sie in Reihe auf einem zeitgenössischen Foto abgebildet sind. Andere Quellen sprechen von maximal 50 Exemplaren. Eine Großserienfertigung erfolgte nie. Der Verbleib der Fahrzeuge ist ungeklärt.

## Technische Daten
Für den Prototyp K-710, soweit bekannt.
- Motor: Zwölfzylinder-Viertakt-Dieselmotor
- Motortyp: JaMZ-240NM2
- Leistung: 500 PS (368 kW)
- Drehmoment: 1815 Nm
- Hubraum: 22.288 cm³
- Bohrung: 130 mm
- Hub: 140 mm
- Höchstgeschwindigkeit: 40 km/h
- Zugkraft: Zugkraftklasse 8 gemäß GOST 27021-86, entspricht 72 bis 108 kN[4]

Abmessungen und Gewichte
- Länge: 7200 mm
- Breite: 3000 mm
- Höhe: 3800 mm